# رضوان السيد
رضوان نايف السيد كاتب ومفكر ومترجم سعودي من أصل لبناني، ولد في ترشيش، جبل لبنان سنة 1949م، وحصل على الجنسية السعودية عام 2021م. يكتب في صحيفة الشرق الأوسط، ويشغل منصب عميد الدراسات العليا في جامعة محمد بن زايد للعلوم الإنسانية في أبوظبي.

## التعليم
حصل على الإجازة العالية من كلية أصول الدين بجامعة الازهر سنة 1970م، حصل على شهادة الدكتوراه في الفلسفة من جامعة توبنغن بألمانيا سنة 1977م.

## العمل
أستاذ للدراسات الإسلامية بالجامعة اللبنانية منذ سنة 1978م، ورئيس تحرير مجلة الاجتهاد الفصلية مع فضل شلق، منذ سنة 1988م، والتي توقفت مؤخراً.

## أعماله
له العديد من المؤلفات والترجمات، من أبرزها:

### المؤلفات
| الكتاب                                                               | سنة النشر | ملاحظات                                            |
| -------------------------------------------------------------------- | --------- | -------------------------------------------------- |
| الجوهر النفيس في سياسة الرئيس (تحقيق)                                | 1983      | تأليف: ابن الحداد محمد بن منصور بن حبيش.           |
| الأمة والجماعة والسلطة: دراسات في الفكر السياسي العربي الإسلامي      | 1984      |                                                    |
| مفاهيم الجماعات في الإسلام                                           | 1985      |                                                    |
| الإسلام المعاصر: نظرات في الحاضر والمستقبل                           | 1987      |                                                    |
| الأسد والغواص: حكاية رمزية عربية من القرن الخامس الهجري (تحقيق)      | 1992      |                                                    |
| الجماعة والمجتمع والدولة: سلطة الأيديولوجيا في المجال السياسي العربي | 1997      |                                                    |
| سياسات الإسلام المعاصر                                               | 1997      | صدرت الطبعة الثانية عن دار جداول عام 2015.         |
| المسألة الثقافية في العالم العربي / الإسلامي                         | 1998      | بالاشتراك مع أحمد برقاوي.                          |
| أزمة الفكر السياسي العربي                                            | 2001      | بالاشتراك مع عبد الإله بلقزيز.                     |
| الصراع على الإسلام: الأصولية والإصلاح والسياسات الدولية              | 2004      |                                                    |
| مقـالـة في الإصلاح السياسي الـعـربـي                                 | 2004      |                                                    |
| حصيلة العقلانية والتنوير في الفكر العربي المعاصر                     | 2005      | بالاشتراك مع آخرين.                                |
| المستشرقون الألمان: النشوء والتأثير والمصادر                         | 2007      | [ 8 ]                                              |
| العرب والإيرانيون والعلاقات العربية الإيرانية في الزمن الحاضر        | 2014      |                                                    |
| التراث العربي في الحاضر : النشر والقراءة والصراع                     | 2014      |                                                    |
| أزمنة التغيير: الدين والدولة والإسلام السياسي                        | 2015      | [ 9 ]                                              |
| التفكير بالدولة (دراسات)                                             | 2017      | صدر عن مركز الملك فيصل للبحوث والدراسات الإسلامية. |
| نحو إعادة بناء الدراسات الإسلامية                                    | 2019      | بالاشتراك مع آخرين.                                |
| النَّفسُ الزكيَّةُ وكتابُ السِّيَر (جمع ودراسة وتحقيق)                         | 2021      |                                                    |

### الترجمات
| الكتاب                                                                               | تأليف              | سنة النشر | ملاحظات                                        |
| ------------------------------------------------------------------------------------ | ------------------ | --------- | ---------------------------------------------- |
| مقاتلون في سبيل الله: صلاح الدين الأيوبي وريتشارد قلب الأسد والحملة الصليبية الثالثة | جيمس رستون الابن   | 2002      | [ 10 ]                                         |
| صورة الإسلام في أوروبا في القرون الوسطى                                              | ريتشارد سوذرن      | 2006      | [ 11 ]                                         |
| بردة النبي: الدين والسياسة في إيران                                                  | روي متحدة          | 2007      |                                                |
| العالم والغرب: التحدي الأوروبي والاستجابة فيما وراء البحار في عصر الإمبراطوريات      | فيليب كورتن        | 2007      |                                                |
| الأمر بالمعروف والنهي عن المنكر في الفكر الإسلامي                                    | مايكل كوك          | 2009      | بالاشتراك مع عبد الرحمن السالمي وعمار الجلاصي. |
| محمد والقرآن                                                                         | رودي باريت         | 2009      |                                                |
| كيف يتكون الدين؟                                                                     | ألفرد نورث هوايتهد | 2017      | [ 13 ]                                         |
| الاستشراق الألماني في زمن الإمبراطورية (الجزء الأول)                                 | سوزان مارشاند      | 2022      | [ 14 ]                                         |
| الاستشراق الألماني في زمن الإمبراطورية (الجزء الثاني)                                | سوزان مارشاند      | 2022      |                                                |

## الجوائز
حصل رضوان السيد على جائزة الملك فيصل العالمية في مجال الدراسات الإسلامية سنة 1438هـ / 2017م، حيث تسلم الجائزة من الملك سلمان بن عبد العزيز آل سعود.

## صدر عنه
| الإصدار                                                                    | تأليف              | سنة النشر |
| -------------------------------------------------------------------------- | ------------------ | --------- |
| الجماعة وتحولاتها: التجربة السياسية العربية – الإسلامية في فكر رضوان السيد | شمس الدين الكيلاني | 2009      |

## روابط
- مقالات لرضوان اليسد
- عن رضوان السيد  على موقع www.arabthought.org